# Варзея-Кова
Варзея-Кова (порт. Várzea Cova; МФА: [ˈvaɾ.zi.ɐ ˈko.vɐ]) — парафія в Португалії, у муніципалітеті Фафе. Розташована в північно-західній частині країни, на теренах історичної португальської провінції Дору-Міню. Входить до складу округу Брага. За адміністративним поділом, чинним до 1976 року, терени парафії були складовою провінції Міню. Належить до Бразької архідіоцезії Католицької церкви. Патрон — Діва Марія. Площа — 11,9153 км². Населення — 358 ос. (2011). Слабо урбанізований регіон. Густота населення — 30,05 осіб/км²
. Код — 030734.

## Населення
| Кількість мешканців | Кількість мешканців | Кількість мешканців | Кількість мешканців | Кількість мешканців | Кількість мешканців | Кількість мешканців | Кількість мешканців | Кількість мешканців | Кількість мешканців | Кількість мешканців | Кількість мешканців | Кількість мешканців | Кількість мешканців | Кількість мешканців |
| ------------------- | ------------------- | ------------------- | ------------------- | ------------------- | ------------------- | ------------------- | ------------------- | ------------------- | ------------------- | ------------------- | ------------------- | ------------------- | ------------------- | ------------------- |
| 1864                | 1878                | 1890                | 1900                | 1911                | 1920                | 1930                | 1940                | 1950                | 1960                | 1970                | 1981                | 1991                | 2001                | 2011                |
| 683                 | 691                 | 700                 | 777                 | 833                 | 850                 | 933                 | 922                 | 1 074               | 1 044               | 972                 | 648                 | 465                 | 447                 | 358                 |